# Hannibal, el origen del mal (película)
Hannibal, el origen del mal (título original en inglés, Hannibal rising) es una película de 2007 dirigida por Peter Webber. Es una precuela de Red Dragon, The Silence of the Lambs y Hannibal. Es la quinta película rodada sobre Hannibal Lecter hasta ahora. La película es una adaptación de la novela homónima de Thomas Harris, quien también escribió el guion del filme, y narra los primeros años de vida del asesino en serie.
La película fue filmada en los Barrandov Studios en Praga y fue producida por Dino De Laurentiis. El estreno fue realizado el 9 de febrero de 2007. El DVD de filme fue lanzado el 29 de junio de 2007.

## Argumento
La película comienza en 1944 en plena Segunda Guerra Mundial, cuando Lecter era un niño de ocho años viviendo en el castillo de su familia en Lituania. Su familia es obligada a retirarse a su casa de campo para eludir las tropas alemanas. Sin embargo, un tanque soviético llega al lugar buscando agua y los soldados ordenan que todos salgan de la casa, pero un bombardero alemán Junkers Ju 87 descubre a los soviéticos y mata a todos excepto a Hannibal y a su hermana, Mischa.
Mientras tanto, en el castillo, seis mercenarios lituanos "Hiwis" (Grutas, Dortlich, Grentz, Kolnas, Milko y Pot Watcher) le piden permiso para unirse a la Waffen-SS a los nazis que ocupan el lugar, pero el mismo es denegado. Después del ataque soviético, Grutas mata al comandante de la SS y le quita su Cruz de Hierro. El avance de las tropas rusas obliga a los mercenarios a esconderse en los bosques, en donde encuentran la casa de campo de los Lecter. Sin embargo, al no encontrar ninguna fuente de alimento, asesinan a Mischa y recurren al canibalismo.
Ocho años más tarde, Hannibal vive en el castillo, el cual ha sido convertido en un orfanato por la Unión Soviética. Hannibal no habla con nadie y es excluido por los demás niños. Lecter se va del orfanato al encontrar unas cartas la dirección de una familiar en el orfanato, viaja a París, en donde vive junto a su tía política, Lady Murasaki, quien le enseña a hacer arreglos florales y kendo. Mientras ambos realizan compras en un mercado, un carnicero hace un comentario misógino sobre Lady Murasaki, por lo que Lecter lo busca y lo decapita. El inspector Popil, un detective francés, sospecha de Lecter pero gracias a la ayuda de su tía, el crimen permanece impune.
Posteriormente, Lecter empieza a estudiar medicina y trabaja embalsamando cadáveres. Sin embargo, atormentado por el pasado, decide regresar a Lituania a buscar a los responsables por la muerte de su hermana, así que va a la casa donde estuvo cautivo junto con Mischa y encuentra las placas de identificación de los soldados, unas perlas que escondió su madre y unas cartas en un cajón. Dortlich, quien ahora es un oficial fronterizo, sigue a Hannibal con la intención de asesinarlo, pero Lecter lo captura, lo obliga a revelar el paradero del resto de los mercenarios y lo ejecuta. El asesinato de Dortlich alarma al resto de la banda, por lo que envían a Milko a matar a Hannibal, pero éste lo descubre y lo ahoga en un tanque para cadáveres.
Lady Murasaki le pide a Lecter que olvide sus planes de venganza, pero él dice que se lo debe a Mischa. Hannibal visita la casa de Grutas, quien ahora es un traficante de prostitutas, y lo ataca en su baño. Sin embargo, los guardaespaldas de Grutas obligan a Hannibal a huir. Grutas secuestra a Lady Murasaki, por lo que Hannibal va al restaurante de Kolnas en Fontainebleau y, antes de asesinarlo, lo obliga a revelar el paradero de Grutas. 
Lecter se va a la casa flotante de Grutas, en donde libera a Lady Murasaki, antes de enfrentarse a Grutas, quien le dice que él también comió de la carne de Mischa. Lecter, furioso, graba la "M" de Mischa en el pecho de Grutas, antes de asesinarlo y comerse su rostro. Lady Murasaki huye espantada por el comportamiento de Lecter y hace caso omiso a sus declaraciones de amor. La película concluye con Hannibal en Canadá, buscando al último miembro de la banda, Grentz, antes de mudarse a Estados Unidos.

## Reparto
- Gaspard Ulliel - Hannibal Lecter
- Helena Lia Tachovska - Mischa Lecter
- Gong Li - Lady Murasaki
- Rhys Ifans - Vladis Grutas
- Kevin McKidd - Petras Kolnas
- Richard Brake - Enrikas Dortlich
- Stephen Martin Walters - Zigmas Milko
- Ivan Marevich - Bronys Grentz
- Charles Maquignon - Paul Momund
- Dominic West - Pascal Popil
- Beata Ben Ammar - Madam Kolnas
- Pavel Bezdek - Dieter
- Aaran Thomas - Hannibal Lecter (joven)
- Goran Kostić - Pot Watcher
- Robbie Kay - Hijo de Kolnas

## Recepción
Hannibal, el origen del mal fue recibida negativamente por los críticos y no fue tan exitosa en la taquilla como las tres películas anteriores de la saga. Rotten Tomatoes reportó que sólo 15% de los críticos le dieron reseñas positivas al filme, basado en 136 críticas con un puntaje promedio de 4/10. Metacritic reportó un puntaje de 35 de 100 basado en 30 críticas.
La película abrió en el puesto 2 de la taquilla en los Estados Unidos con USD 13,4 millones, detrás de los USD 33,7 millones de Norbit. Durante su segunda semana, el filme cayó al puesto 7 en la taquilla con ingresos de USD 5,5 millones y en su tercera semana cayó al puesto 13 con USD 1 706 165. La película recaudó USD 82 169 884 a nivel mundial.

## Precuelas y secuela
- En 2001, fue estrenada la película Hannibal, protagonizada por Anthony Hopkins en el papel de Hannibal Lecter. Está basada en la novela del mismo título, que narra los hechos cuando Lecter reaparece en Italia diez años después de los sucesos de El silencio de los corderos.
- En 2002, fue estrenada la película Dragón rojo, protagonizada por Anthony Hopkins en el papel de Hannibal Lecter. Es una adaptación de la novela anterior sobre Lecter, El dragón rojo, que narra hechos anteriores a El silencio de los corderos. Dicha novela ya había sido llevada al cine en 1986 con el título de Manhunter, pero su productor (Dino de Laurentiis) no quedó satisfecho y decidió rodar otra adaptación.
- En 2007, fue estrenada la película Hannibal, el origen del mal, protagonizada por Gaspard Ulliel en el papel de Hannibal Lecter. Se trata de una precuela, ya que tanto el relato como el filme se remontan a los orígenes de Lecter, pero ambos se elaboraron después.

En qué orden ver las películas de Hannibal Lecter
Tanto es así, que la oscarizada película protagonizada por Anthony Hopkins y Jodie Foster no fue la primera adaptación de dicho universo, puesto que ya en 1986 se estrenaba Hunter (Manhunter) a cargo de Michael Mann, adaptación de los inicios de Hannibal Lecter en la que un policía persigue a un escurridizo asesino que ataca solo las noches de luna llena. Ya en 2002 se estrenaba El Dragón Rojo, precuela de la cinta de Hopkins, aunque un año antes llegaba a los cines Hannibal, secuela de la misma.
Además, en 2007 se estrenaba Hannibal: el origen del mal, precuela de todas las anteriores en la que se ahonda en la infancia de un joven Hannibal Lecter. Como vemos, son cinco películas que abarcan diferentes líneas temporales entremezcladas entre sí, con lo que se hace necesario ordenarlas cronológicamente para disfrutar de su historia sin perder el hilo. Tampoco queremos obviar la serie Hannibal de 2013 protagonizada por Mads Mikkelsen y en la que la policía recurre a la ayuda de Lecter para atrapar a otro asesino, aunque esta ya es otra historia.
- Orden cronológico de las películas de Hannibal Lecter
  - Hannibal, el origen del mal (2007)
  - El dragón rojo (2002)
  - El silencio de los corderos (1991)
  - Hannibal (2001)